# Ogonek suscrit
Cette page contient des caractères spéciaux ou non latins. S’ils s’affichent mal (▯, ?, etc.), consultez la page d’aide Unicode.
L’ogonek suscrit ou boucle suscrite est un signe diacritique de l’alphabet latin utilisé au Moyen Âge en vieux norrois pour indiquer la longueur vocalique ou la mutation vocalique (en). Il a été créé par analogie avec l’ogonek, et comme celui-ci a la forme d’un crochet et est rattaché à la voyelle qu’il modifie.

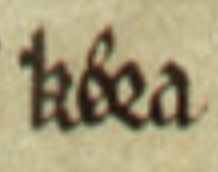
‹ kø᷎ra › dans le manuscript islandais GKS 1157 fol. du XIIIe siècle.

En informatique, il a été codé dans le codage MUFI, avant d’être inclus dans Unicode 5.1 avec le point de code U+1DCE.